# Christel Agrikola
Christel Agrikola (* 29. März 1953 in Germersheim) ist eine ehemalige deutsche Ruderin.

## Biografie
Christel Agrikola gewann beim Deutschen Meisterschaftsrudern 1973 die Bronzemedaille im Einer. In den zwei folgenden Jahren gewann sie jeweils Silber und wurde 1976 Deutsche Meisterin. 
Bei den Olympischen Sommerspielen 1976 in Montreal nahm sie ebenfalls in der Regatta mit dem Einer teil und belegte dort den achten Platz.
Ihr Bruder Georg war ebenfalls Ruderer und nahm an den Olympischen Sommerspielen 1984 und 1988 teil.